# Armeeabteilung Kleffel
Die Armeeabteilung Kleffel war eine kurzzeitig existierende deutsche Kommandobehörde der Wehrmacht kurz vor Ende des Zweiten Weltkriegs.
Neben der Armeeabteilung Kleffel existierte von Juli 1944 bis Ende Oktober 1944 das Generalkommando z. b. V. Kleffel. Dieses war aus dem Stab der 285. Sicherungs-Division gebildet worden und später in das Generalkommando LXXXV. Armeekorps überführt worden.

## Geschichte
Im Oktober 1944 wurde bei der Heeresgruppe Nord aus der Armeeabteilung Grasser – der Befehlshaber Grasser hatte sein Kommando abgeben müssen – die Armeeabteilung Kleffel gebildet. Die Armeeabteilung erhielt den Namen nach dem Befehlshaber der Armeeabteilung, Philipp Kleffel.
Anfang November 1944 wurde die Armeeabteilung Kleffel für die Aufstellung des Armeeoberkommandos 25 in den Niederlanden herangezogen. Der Stab der Armeeabteilung Kleffel und Teile der Armeeabteilung Serbien bildeten die neu aufgestellte Heeresgruppe H.
Befehlshaber war über das Bestehen der Armeeabteilung Kleffel der General der Kavallerie Philipp Kleffel. Chef des Generalstabs war Generalmajor Paul Reichelt. Reichelt war auch Stabschef der Armeeabteilung Grasser, woraus die Armeeabteilung Kleffel ursprünglich hervorgegangen war, und später des Armeeoberkommandos 25.

## Gliederung
L. Armeekorps mit
- 122. Infanterie-Division
- 24. Infanterie-Division
- Reste der 215. Infanterie-Division
- 389. Infanterie-Division

XXXVIII. Armeekorps mit
- 83. Infanterie-Division
- 21. Luftwaffen-Felddivision
- 201. Sicherungs-Division
- 225. Infanterie-Division
- Reste der 329. Infanterie-Division

z. Vfg.: 12. Panzer-Division